# Los Baños (Philippines)
Pour les articles homonymes, voir Los Banos.
Los Baños est une municipalité de la province de Laguna (Philippines). 
Sa population est 112 008 habitants en 2015.